# Caudilla
Caudilla es un despoblado del municipio español de Santo Domingo-Caudilla, perteneciente a la provincia de Toledo, en la comunidad autónoma de Castilla-La Mancha.

## Toponimia
El nombre del lugar puede encontrarse citado con las formas Caudilla y La Caudilla.

## Historia
Hacia mediados del siglo XIX, la villa, por aquel entonces con ayuntamiento propio, tenía contabilizada una población de 188 habitantes. Aparece descrita en el sexto volumen del Diccionario geográfico-estadístico-histórico de España y sus posesiones de Ultramar de Pascual Madoz de la siguiente manera:

CAUDILLA: v. con ayunt. en la prov. y dióc. de Toledo (4 leg.), part. jud. de Torrijos (1), aud. terr. de Madrid (12), c. g. de Castilla la Nueva: sit. en una colina, reinan los vientos N. y E., con clima frio, y se padecen pulmonias: tiene 36 casas malas, la del ayunt., cárcel, igl. parr. dedicada á Sta. María de los Reyes, curato de entrada y provision ordinaria, y en las inmediaciones una ermita con la advocacion del Santísimo Cristo del Olvido; una fuente perenne de buenas aguas para el consumo del vecindario, y un cast. arruinado perteneciendo al Sr. conde de Noblejas. Confina el térm. por N. con el de San Silvestre; E. Novés; S. Val de Sto. Domingo, y O. Maqueda, á dist. de 1/4 leg. próximamente por  todos los puntos, y comprende tan solamente tierras de labor, en un terreno llano y de buena calidad: los caminos son vecinales: el correo se recibe en Novés por los mismos interesados, prod.: trigo, cebada, garbanzos; se mantiene ganado lanar, 16 pares de bueyes y 4 de mulas de labor. pobl.: 48 vec., 188 alm. cap. prod.: 417,100 rs. imp.: 10,627. contr. segun el cálculo general de la prov. 74,48 por 100. presupuesto municipal: 3,500, del que se pagan 1,340 al secretario por su dotacion y se cubre con los fondos de propios y repartimiento vecinal.
(Madoz, 1847, p. 264)

El municipio de Caudilla desapareció en 1973, al fusionarse con Val de Santo Domingo para formar el nuevo término municipal de Santo Domingo-Caudilla.
En 2017 el rapero Residente grabó un videoclip en Caudilla.

## Demografía
| Gráfica de evolución demográfica de Caudilla entre 1842 y 1970 |
| |
| Población de derecho según los censos de población del INE Población de hecho según los censos de población del INEEntre el censo de 1981 y el anterior, este municipio desaparece porque se agrupa en el municipio 45901 (Santo Domingo Caudilla) |

## Patrimonio
En el lugar se encuentran una fortaleza en ruinas (el castillo de Caudilla) y una iglesia bajo la advocación de Santa María de los Reyes.